# 스쿠오다스구

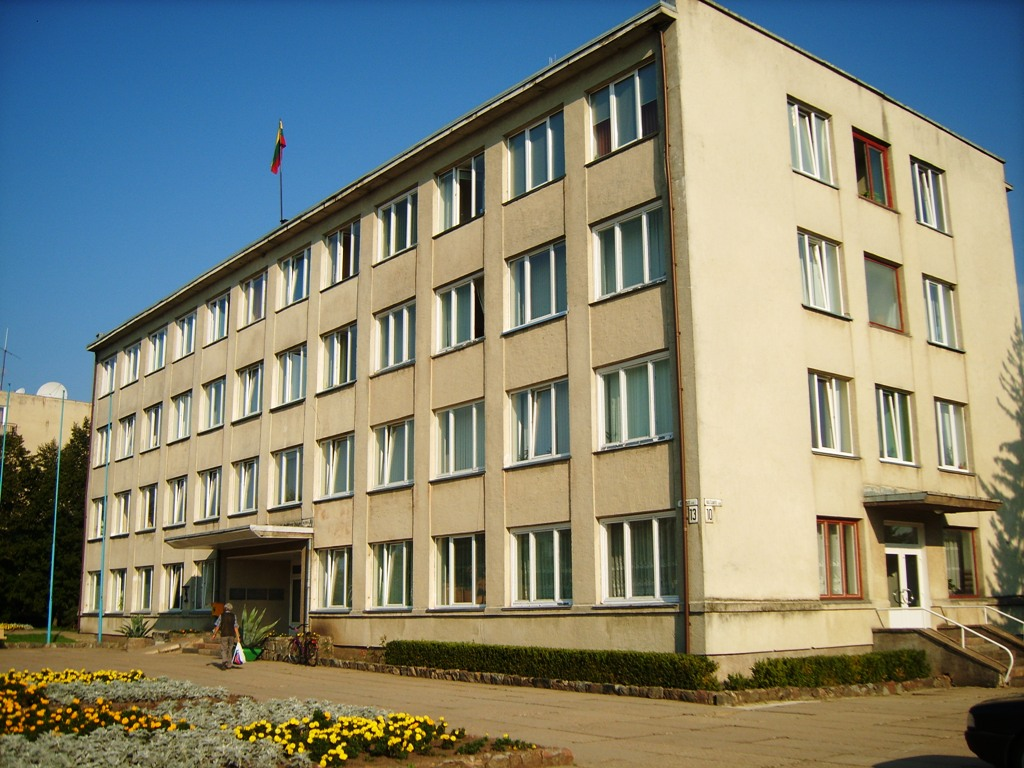
스쿠오다스 시청

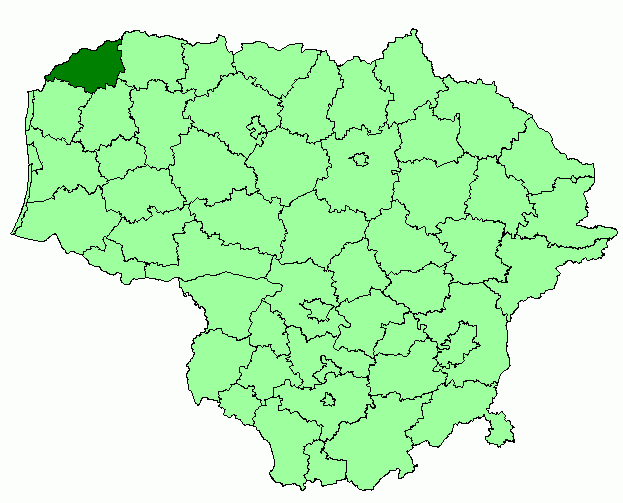
스쿠오다스구의 위치

스쿠오다스구(리투아니아어: Skuodo rajono savivaldybė)는 리투아니아 클라이페다주를 구성하는 7개 지방 자치체 가운데 하나로 행정 중심지는 스쿠오다스이며 면적은 911km2, 인구는 18,498명(2015년 기준), 인구 밀도는 20.3명/km2이다. 9개 장로구를 관할하며 클라이페다주 크레팅가구, 텔샤이주 플룽게구, 마제이캬이구와 접하며 북서쪽으로는 라트비아와 국경을 접한다.

지방 자치체 문장